# Hala Radziechowska
Hala Radziechowska – położony na wysokości 980–1050 m ciąg wielkich polan w Paśmie Baraniej Góry i Skrzycznego w Beskidzie Śląskim, po obu stronach grzbietu między szczytami Glinnego i Magurki Radziechowskiej. Nazwa pochodzi od wsi Radziechowy, pierwotnie nazywano te polany Jaworzyną.
Jest to jedna z najwyżej w Beskidzie Śląskim położonych hal pasterskich i także jedna z największych. Znajduje się w obrębie wsi Radziechowy w województwie śląskim, w powiecie żywieckim, w gminie Radziechowy-Wieprz, ale wbrew swojej nazwie wypasali na niej górale z Ciśca, a potem z Podhala. Przez długi czas na hali stały szałasy, zaznaczane na dawnych mapach i w związku z tym dla polan tych (jak i innych wypasanych polan beskidzkich) utarła się nazwa hala. Według badań prowadzonych przez Ludomira Sawickiego w 1914 r. na tutejszym szałasie (zwanym „Na Magórze”) wypasano 40 owiec i 15 krów. W latach powojennych pasterstwo zaczęło zanikać. Gospodarstwo pasterskie lokowano przeważnie w górnej części „hali” – ostatni, zbudowany na zrąb szałas spłonął na początku ostatniej dekady XX w. Obecnie w sezonie letnim odbywa się tu jeszcze (choć nieregularnie) wypas owiec. Hala jest dobrym punktem widokowym na płaski wał masywu Baraniej Góry, pasmo Wielkiej Raczy, Wielkiej Rycerzowej i inne szczyty Beskidu Żywieckiego, widoczne są także Skrzyczne, Ostre i Muronka.

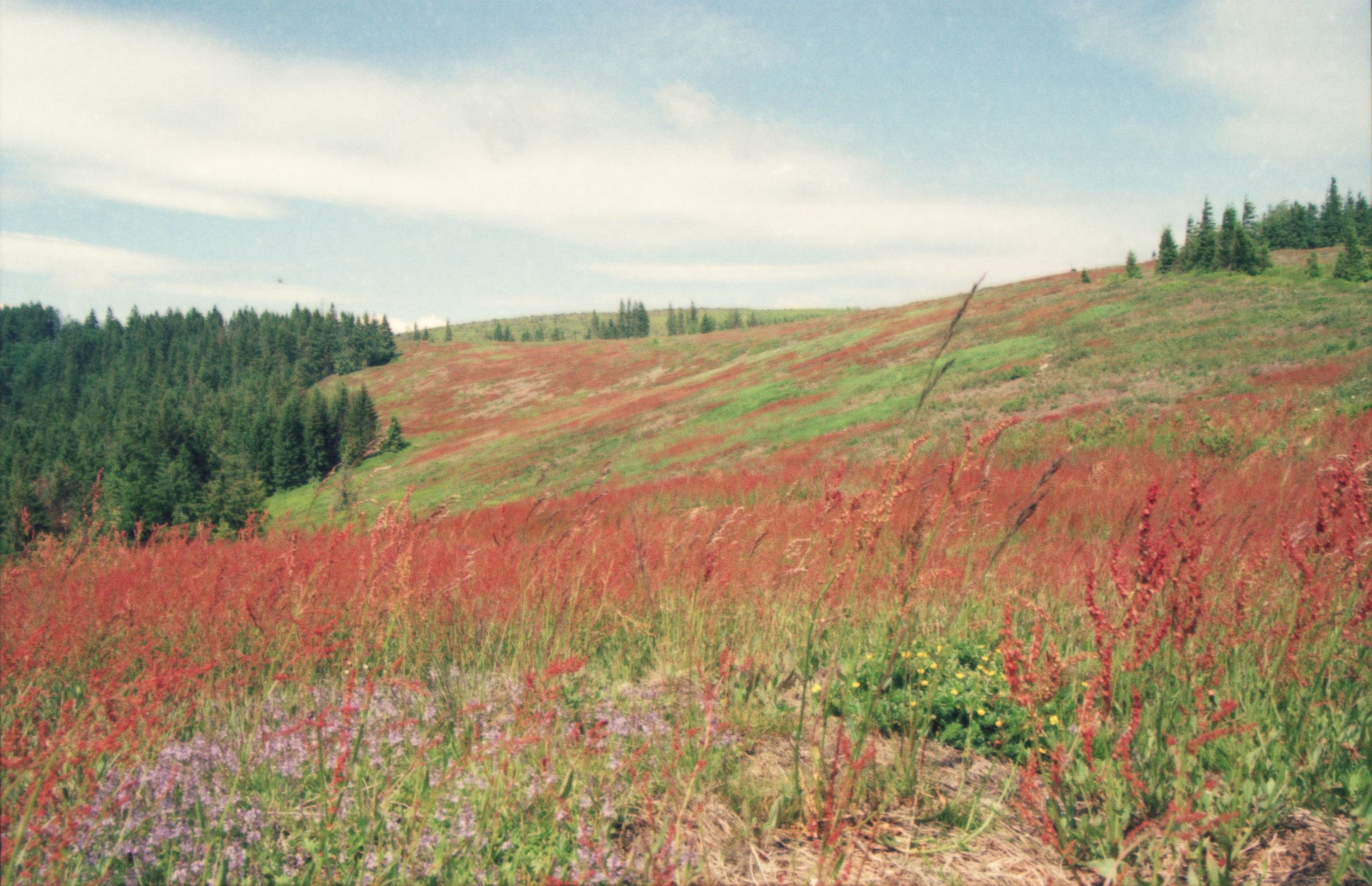
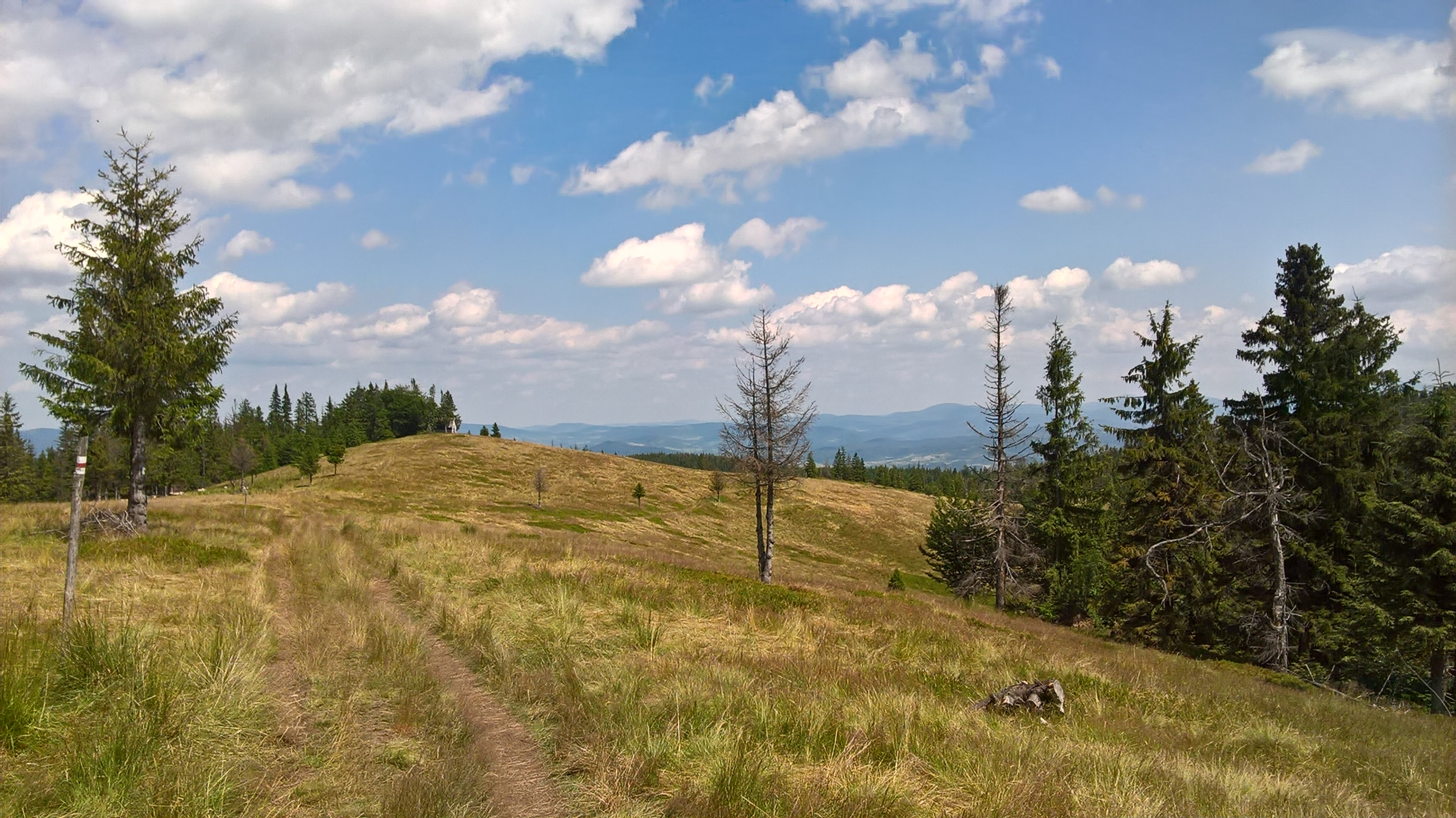
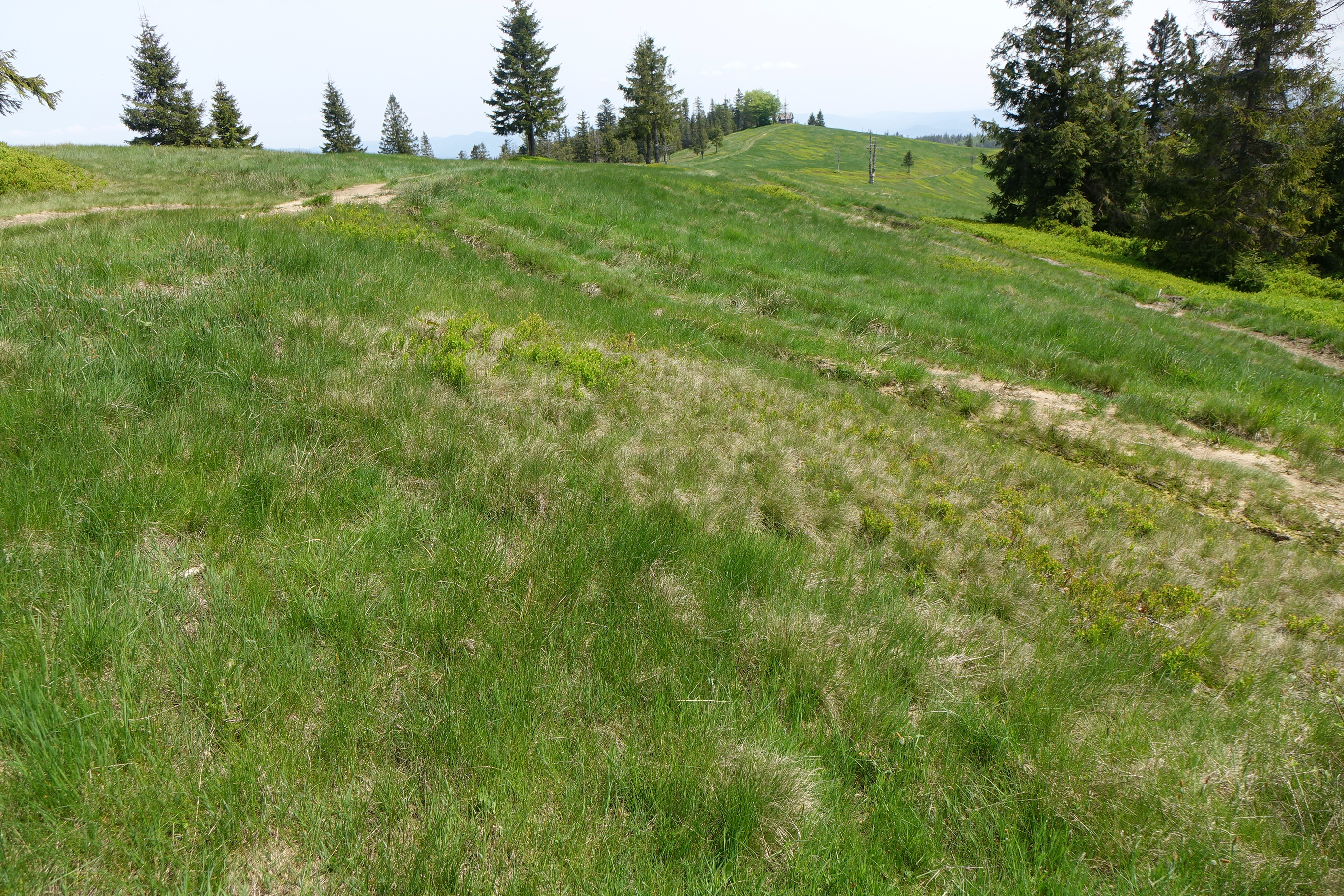
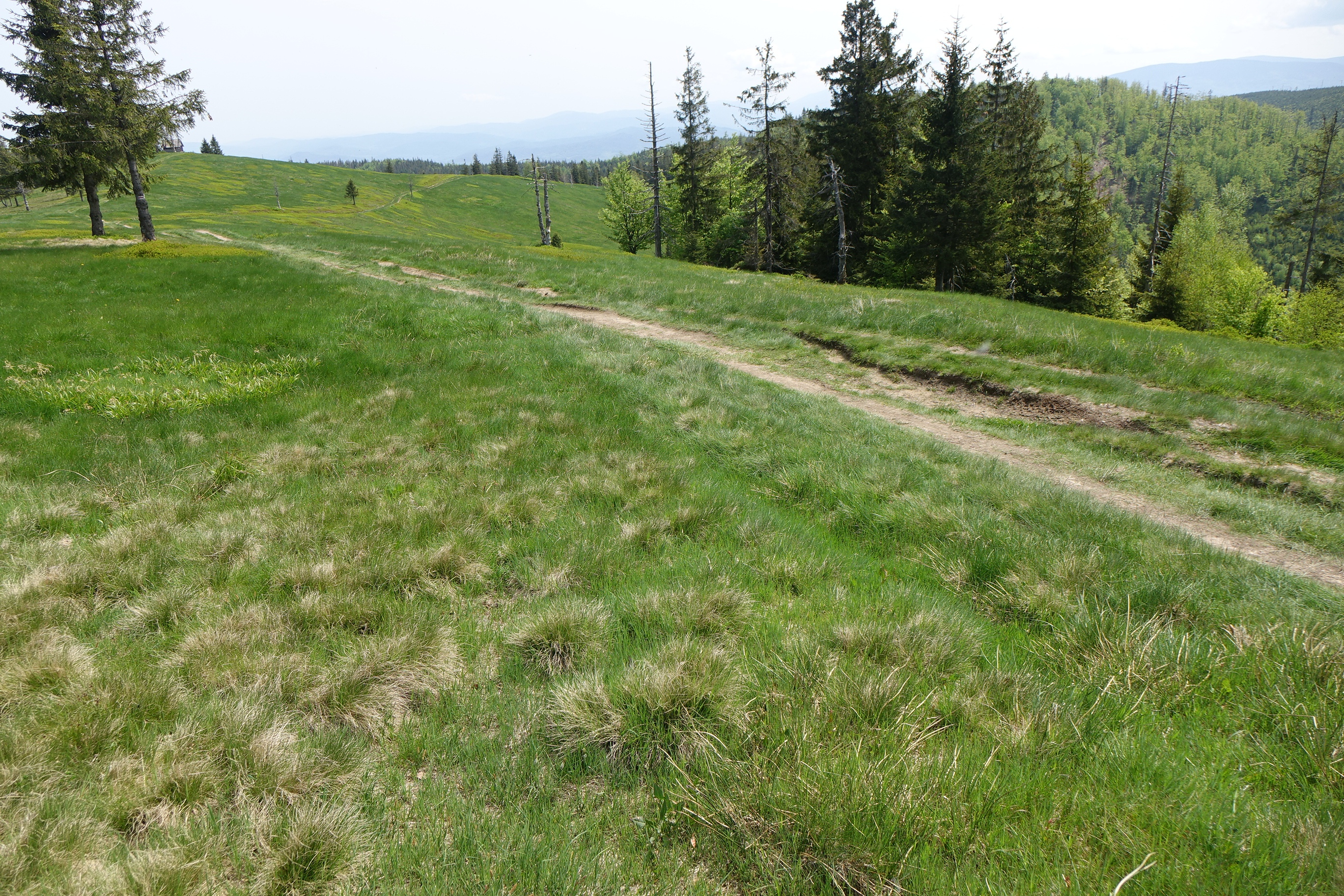
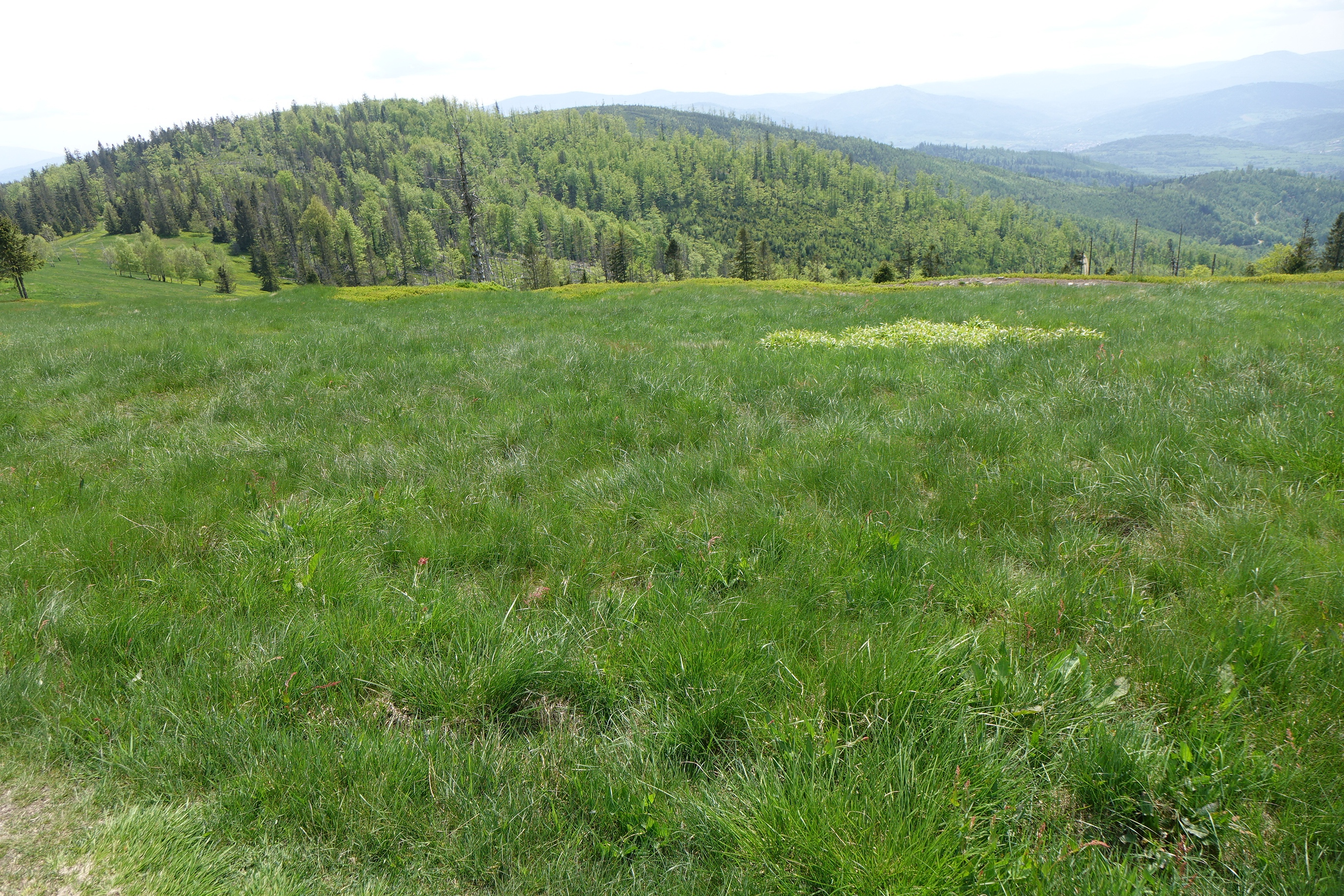
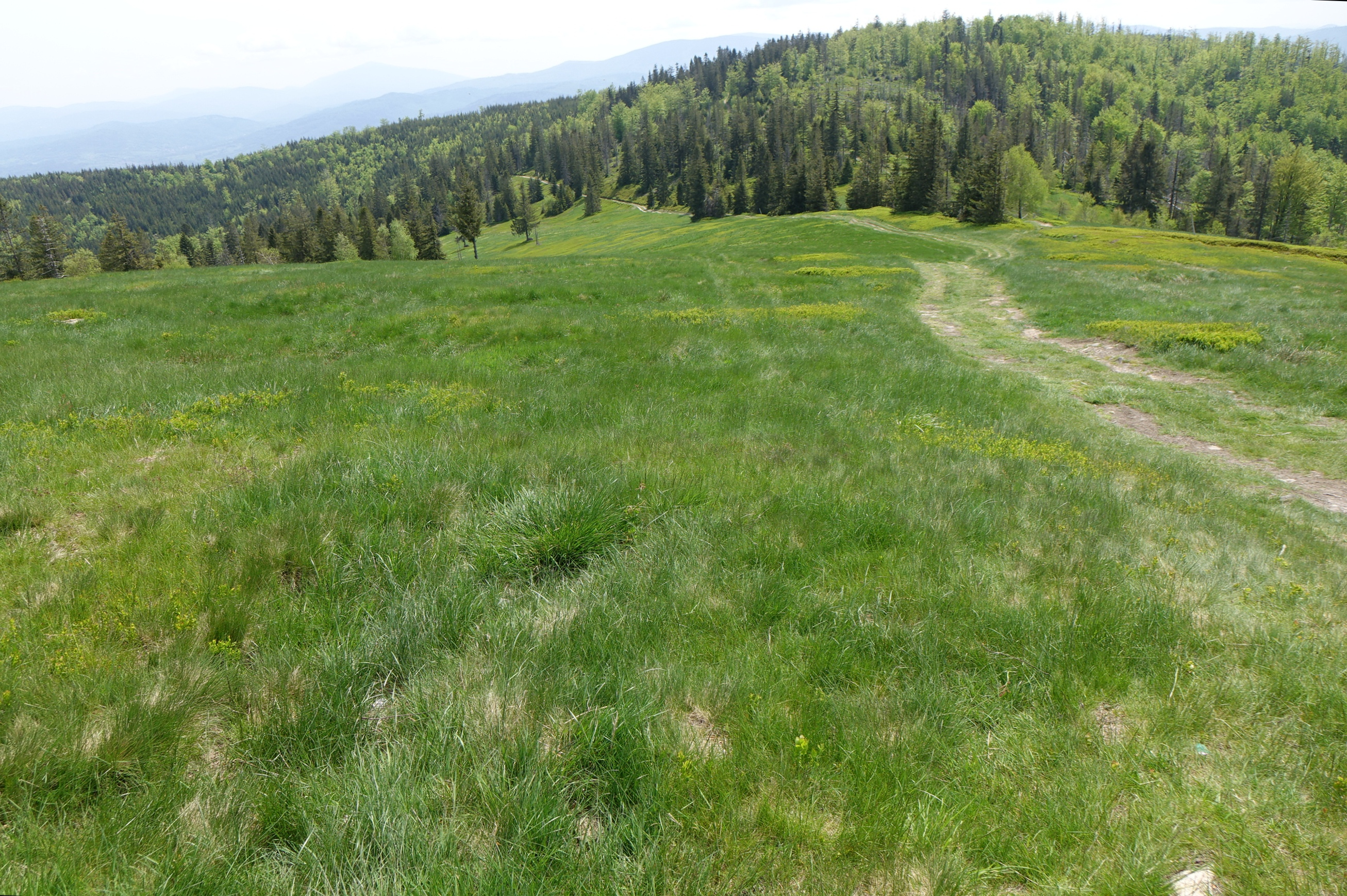
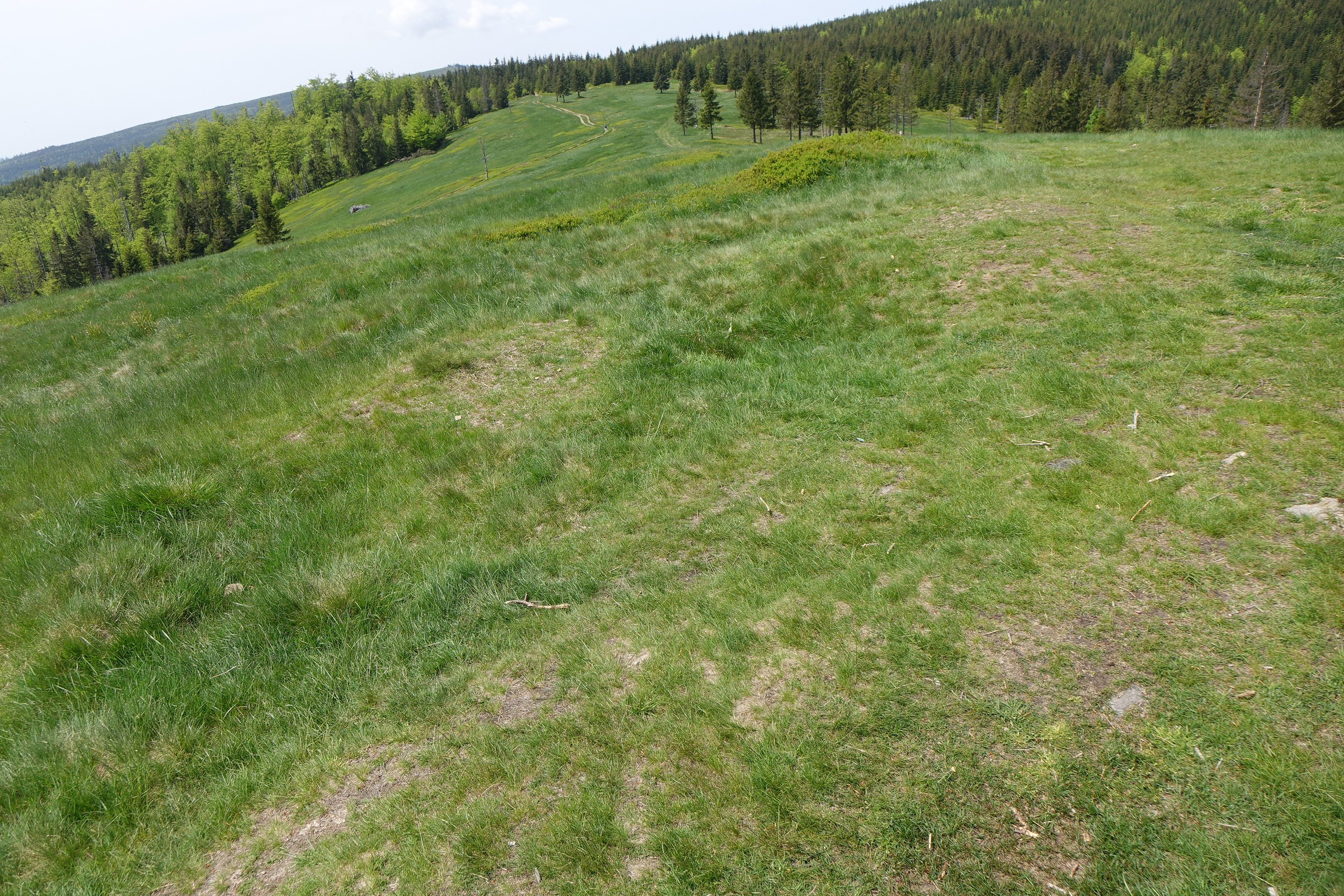

## Szlak turystyczny
Przez Halę Radziechowską prowadzi czerwony Główny Szlak Beskidzki z Węgierskiej Górki na Baranią Górę:
 Węgierska Górka – Glinne – Hala Radziechowska. Odległość 6,8 km, suma podejść 620 m, czas przejścia 2:40 godz., z powrotem 1:40 godz.
 Hala Radziechowska – Magurka Radziechowska – Magurka Wiślańska – Przełęcz nad Roztocznym – Barania Góra. Odległość 4,5 km, suma podejść 190 m, czas przejścia 1:15 godz., z powrotem 1:10 godz.